# 용인 어비리 삼층석탑
용인 어비리 삼층석탑(龍仁 魚肥里 三層石塔)은 대한민국 경기도 용인시 처인구 동도사 경내에 있는 신라의 삼층석탑이다. 2004년 11월 29일 경기도의 유형문화재 제194호로 지정되었다.

## 개요
삼층석탑은 이동면 어비리 동도사 경내에 있다. 임진왜란 때 왜군에 의하여 소실된 사지(寺址)에 있는 것을, 주민들이 파손된 부분을 보수하여 같은 장소에 세웠다가 1963년 이동저수지 공사로 수몰 되게 되자, 동도사(東度寺) 주지(住持) 차장업(車壯業)이 사찰 경내로 이전하여 복원한 것이다. 단층 기단인 탑의 지대석은 2단의 면석(面石) 괴임이 있고, 면석은 4매의 판석(板石)으로 짰는데, 복원시의 잘못으로 1면은 우주(隅柱)의표현이 잘못된 것처럼 되었다. 기단 갑석 (甲石)은 부연(副椽)과 옥신(屋身) 괴임이 있으며, 1·2·3층 옥신은 모두 한 개의 돌로 우주(隅柱)가 조각되었고, 옥개석의 옥개 받침은 모두 4단으로 되어 있다. 신라 하대의 작품으로 보인다.
2004년 8월 경기도 문화재위원회에서 시도문화재자료 제43호인 석탑을 시도유형문화재 제194호로 격상지정하였다.

## 같이 보기
- 이동저수지

## 참고 문헌
- 용인어비리삼층석탑 - 국가유산청 국가유산포털